# Карл Бенуа

ратуша Карла Бенуа

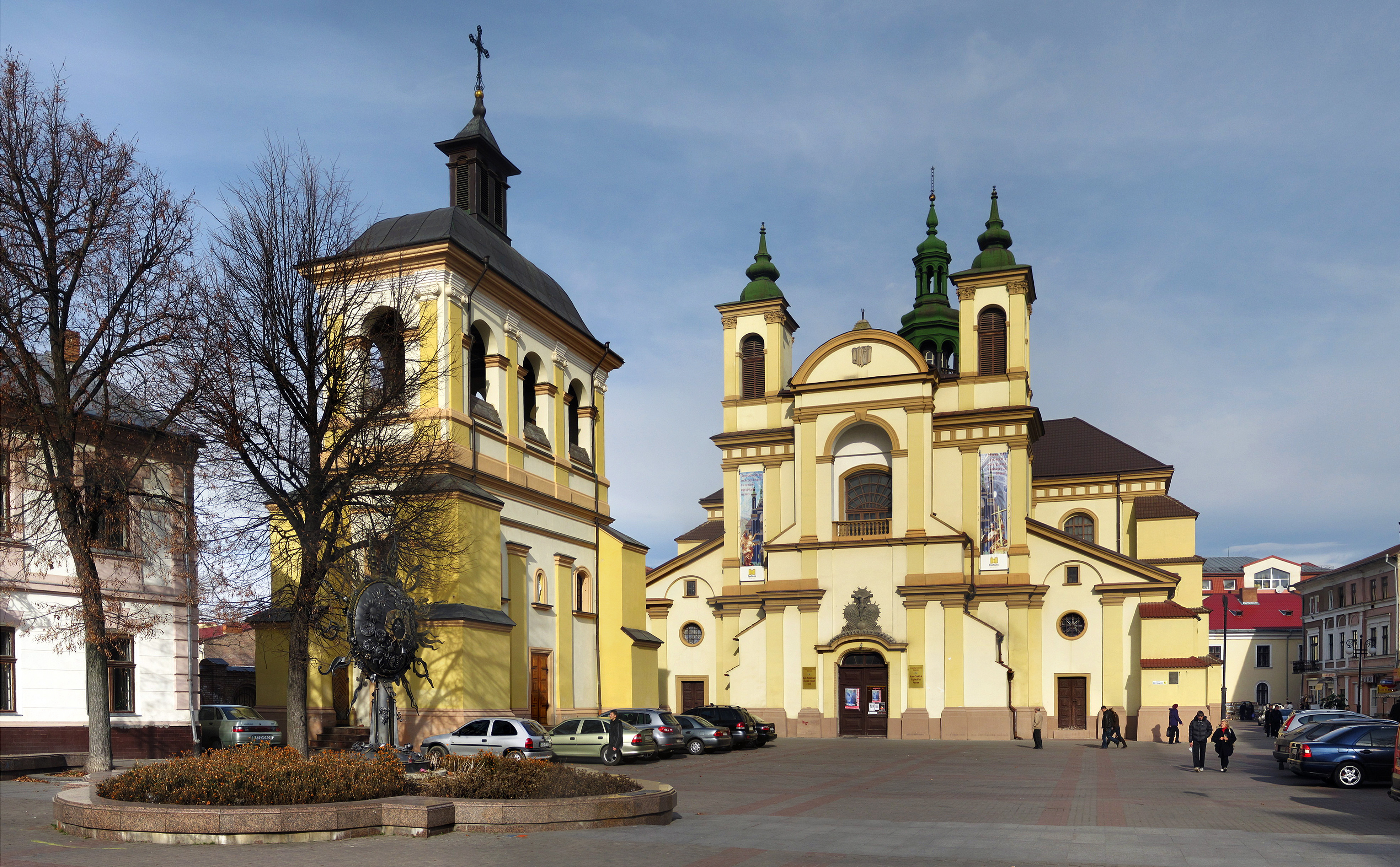
Костел Непорочного Зачаття Пресвятої Діви Марії, 2010 р.

Карл Бенуа гербу Тачала (пол. Karol Benoît, Benoe) — військовик (капітан), інженер, архітектор Речі Посполитої французького походження.

## Життєпис
Певний час проживав у власному маєтку в Княгинині (нині — у межах Івано-Франківська). Служив при дворі дідича Станиславова — київського воєводи Анджея Потоцького. Нобілітований у 1685 році за військові заслуги, прізвище змінив на пол. Benoe.

### Роботи
- У 1672 році за проєктом і керівництвом французьких архітекторів Франсуа Корассіні та Карла Бенуа розпочали спорудження мурованого костелу «Станислававської колеґіати».[2]
- Під його керівництвом на замовлення дідича Юзефа Потоцького 1695 року завершили будівництво другої ратуші Станиславова, яка мала дев'ять поверхів.[3]
- Збудував торговий зал у Гусятині (не зберігся)[4]

### Сім'я
Дружина — Ядвіґа з Казновських. Відомо, що його синами були:
- Павел Бенуа — варшавський каштелян, коронний інстигатор (прокурор[5]), староста: яблунівський (з лютого 1731), солотвинський (приблизно з лютого 1731), коломийський, городельський (з 7 червня 1748).[6],
- Станіслав Бенуа — молодший син, подільський мечник[7].